# Go Yo-han
Go Yo-han (en coreano: 고요한; Masan, Changwon, Gyeongsang del Sur, 10 de marzo de 1988) es un futbolista surcoreano que juega en la demarcación de centrocampista para el FC Seoul de la K League 1.

## Selección nacional
Tras jugar con la selección de fútbol sub-17 de Corea del Sur, finalmente, el 14 de octubre de 2009, hizo su debut con la selección absoluta en un encuentro amistoso contra Senegal que finalizó con un resultado de 2-0 a favor del combinado surcoreano tras los goles de Ki Sung-yueng y de Oh Beom-seok. Además disputó la clasificación para la Copa Mundial de Fútbol de 2014 y la clasificación para la Copa Mundial de Fútbol de 2018. El 14 de mayo fue elegido por el seleccionador Shin Tae-Yong para formar parte del equipo preliminar que disputaría el Mundial de 2018. El 2 de junio fue ratificado para el equipo final que disputaría el torneo.

## Clubes
| Club     | País          | Año   | Partidos | Goles |
| -------- | ------------- | ----- | -------- | ----- |
| FC Seoul | Corea del Sur | 2007- | 433      | 40    |

## Palmarés

### Campeonatos nacionales
| Título                   | Club     | País          | Año  |
| ------------------------ | -------- | ------------- | ---- |
| Copa de la Liga de Corea | FC Seoul | Corea del Sur | 2006 |
| Copa de la Liga de Corea | FC Seoul | Corea del Sur | 2010 |
| K League 1               | FC Seoul | Corea del Sur | 2010 |
| K League 1               | FC Seoul | Corea del Sur | 2012 |
| Korean FA Cup            | FC Seoul | Corea del Sur | 2015 |
| K League 1               | FC Seoul | Corea del Sur | 2016 |

### Campeonatos internacionales
| Título                                | Club                                 | País  | Año  |
| ------------------------------------- | ------------------------------------ | ----- | ---- |
| Campeonato de Fútbol del Este de Asia | Selección de fútbol de Corea del Sur | Japón | 2017 |